# Albert Vandeplancke
Albert Vandeplancke (Tourcoing, 3 januari 1911 – aldaar, 1 april 1939) was een Frans zwemmer en waterpolospeler.
Albert Vandeplancke nam als waterpoloër eenmaal succesvol deel aan de Olympische Spelen; in 1928. Hij maakte toen deel uit van het Franse team dat brons wist te veroveren. Hij speelde vijf van de zes wedstrijden.
Verder kwam hij uit in de onderdelen 400 meter vrije slag en 4x200 meter vrije slag.
Émile Bulteel · 
Henri Cuvelier · 
Paul Dujardin (G) · 
Jules Keignaert · 
Henri Padou · 
Ernest Roget · 
Albert Thévenon · 
Achille Tribouillet · 
Albert Vandeplancke · 